# Пеллетье, Давид
Дави́д Жак Пеллетье́ (фр. David Jacques Pelletier; род. 22 ноября 1974 года, Квебек, Канада) — канадский фигурист, выступавший в парном катании с Жами Сале. Они стали олимпийскими чемпионами 2002 года и чемпионами мира 2001 года. В настоящее время они участвуют в американском ледовом шоу «Stars on Ice».

## Карьера

### Начало карьеры
За свою карьеру Давид Пеллетье несколько раз менял партнёрш. Начинал кататься он в паре с Жюли Лапорт. Вдвоём они выиграли юниорский чемпионат Канады и в конце 1991 года заняли пятое место на юниорском мировом чемпионате в конце 1991 года, а в следующем году в Сеуле — седьмое.
Затем Пеллетье пробовал кататься с Эллисон Гейлор и молодой одиночницей Кэролайн Рой. В 1998 году тогдашний тренер Давида Ришар Готье предложил ему Жами Сале в качестве возможной партнёрши. Оказалось, что Сале и Пеллетье действительно комфортно чувствуют себя в паре. В том же году канадская Ассоциация фигурного катания пригласила их выступить на Skate Canada, где в короткой программе они заняли второе место после заслуженных канадских спортсменов Кристи Сарджент и Криса Вирца, а по результатам произвольной — стали третьими. Вследствие этого успеха они были приглашены на NHK Trophy, где также завоевали «бронзу». На чемпионате Канады они были фаворитами, но из-за технических ошибок заняли второе место. Серебряная медаль позволила паре отобраться на чемпионат четырёх континентов и чемпионат мира, однако, Пеллетье травмировал спину, поэтому партнёры были вынуждены сняться с обоих соревнований.

### Чемпионы мира
В сезоне 1999—2000 они поставили свою известную произвольную программу на музыку из фильма «История любви». На Skate America 1999 года Сале и Пеллетье впервые одержали победу над россиянами Еленой Бережной и Антоном Сихарулидзе. На Skate Canada они стали вторыми, но в финале Гран-при выступили неудачно и заняли пятое место. На национальном чемпионате 2000 года спортсмены хорошо откатали короткую программу, а в произвольной превзошли даже собственные ожидания, продемонстрировав практически безупречный номер. Они получили пять оценок 6.0 за артистизм. На чемпионате Четырёх континентов они также получили одну 6.0 и выиграли. В следующем сезоне Сале — Пеллетье победили на «домашнем» чемпионате мира в Канаде при неистовой поддержке местной публики, причем Сале вместо двойного акселя исполнила лишь одинарный, в результате чего пара существенно уступила в сложности Бережной — Сихарулидзе, однако этот проблемный для Сале элемент специально выполнялся в боковой части катка, так что судьям, которые располагаются дальше всего от места исполнения, было трудно рассмотреть исполнение. В результате чего первые трое судей, находившиеся максимально близко к месту исполнения прыжка, заметили ошибку, снизили оценки и дали паре второе место, однако остальные — первое, что позволило паре выиграть с преимуществом лишь в два голоса. Канадская пара вновь выиграла чемпионат спустя 17 лет после также «домашнего» чемпионата мира 1984 года.

### Олимпийский сезон
В сезоне 2001—2002 Сале и Пеллетье одерживали победу на всех стартах: Skate Skate America, Skate Canada, в финале Гран-при, на чемпионате Канады. Несмотря на то, что фигуристы поставили новую произвольную программу, в конце-концов они опять решили вернуться к «Истории любви». На Олимпиаде-2002 спортсмены собирались бороться за олимпийское «золото» с Бережной и Сихарулидзе. Так и вышло: Жами Сале и Давид Пеллетье оказались главными соперниками российской пары и после короткой программы шли вторыми, несмотря на то, что упали в конце выступления. Несмотря на почти безошибочное с технической точки зрения выступление в произвольной программе, они заняли второе место, что привело к одному из самых громких скандалов в истории фигурного катания. Канадцам вручили второй комплект золотых медалей (была проведена повторная церемония награждения). Таким образом, они стали олимпийскими чемпионами. Более того, результатом этого скандала стало изменение всей системы судейства в фигурном катании.

## Личная жизнь
30 декабря 2005 года Давид Пеллетье и Жами Сале поженились; в 2007 году у них родился сын. В 2010 году пара подала документы на развод.
В 2020 году Пеллетье женился на двукратной олимпийской чемпионке в парном катании Екатерине Гордеевой.

## Спортивные достижения
(с Жами Сале)
| Соревнование                  | 1998—1999 | 1999—2000 | 2000—2001 | 2001—2002 |
| ----------------------------- | --------- | --------- | --------- | --------- |
| Зимние Олимпийские игры       |           |           |           | 1         |
| Чемпионат мира                |           | 4         | 1         |           |
| Чемпионат Четырёх континентов |           | 1         | 1         |           |
| Чемпионат Канады              | 2         | 1         | 1         | 1         |
| Финалы Гран-при               |           | 5         | 1         | 1         |
| Skate America                 |           | 1         | 1         | 1         |
| Skate Canada International    | 3         |           | 1         | 1         |
| Nations Cup                   |           | 2         |           |           |
| Trophée Lalique               |           |           | 2         |           |
| NHK Trophy                    | 3         |           |           |           |